# ألونديغا
بلدية الخَنْدَقَة (بالإسبانية: Alhóndiga) هي بلدية تقع في مقاطعة وادي الحجارة التابعة لمنطقة قشتالة والمنشف وسط إسبانيا.

## الديموغرافيا
بلغ عدد سكان بلدية الخندقة 206 نسمة عام 2011 (وفقاً للمعهد الوطني الإسباني للإحصاء).
| 272 | 256 | 238 | 244 | 229 | 206 |